# Diana Enache
Diana Enache (* 12. Dezember 1987) ist eine ehemalige rumänische Tennisspielerin.

## Karriere
Enache, die am liebsten auf Sandplätzen spielte, begann im Alter von sechs Jahren mit dem Tennis.
Sie gewann während ihrer Karriere 13 Einzel- und 49 Doppeltitel des ITF Women’s Circuits.
Außerdem spielte sie 2007 für den Marienburger SC und 2008, 2009, 2012 und 2013 für den LTTC Rot-Weiß Berlin in der 2. Tennis-Bundesliga. 2014 wechselte sie zum TC Rot-Blau Regensburg, mit dem sie in die 1. Liga aufstieg und auch im Folgejahr für den Verein in der 1. Tennis-Bundesliga spielte.

## Turniersiege

### Einzel
| Nr. | Datum            | Turnier   | Kategorie   | Belag | Finalgegnerin       | Ergebnis         |
| --- | ---------------- | --------- | ----------- | ----- | ------------------- | ---------------- |
| 1.  | August 2006      | Bukarest  | ITF $10.000 | Sand  | Neda Kozić          | 6:3, 2:6, 6:4    |
| 2.  | Juli 2008        | Hunedoara | ITF $10.000 | Sand  | Marija Mirkovic     | 6:2, 4:6, 6:1    |
| 3.  | Oktober 2010     | Dubrovnik | ITF $10.000 | Sand  | Vivienne Vierin     | 6:3, 7:5         |
| 4.  | November 2010    | Mallorca  | ITF $10.000 | Sand  | Karin Knapp         | 6:4, 6:2         |
| 5.  | Juli 2011        | Iași      | ITF $10.000 | Sand  | Daniëlle Harmsen    | 7:69, 6:2        |
| 6.  | August 2011      | Arad      | ITF $10.000 | Sand  | Raluca Elena Platon | 6:1, 1:0 Aufgabe |
| 7.  | Oktober 2011     | Antalya   | ITF $10.000 | Sand  | Anna-Lena Friedsam  | 6:4, 6:2         |
| 8.  | Oktober 2011     | Antalya   | ITF $10.000 | Sand  | Maryna Zanevska     | 6:1, 6:75, 6:4   |
| 9.  | 11. Mai 2014     | Pula      | ITF $10.000 | Sand  | Gloria Liang        | 6:2, 6:77, 6:0   |
| 10. | 26. Oktober 2014 | Pula      | ITF $10.000 | Sand  | Martina Spigarelli  | 6:2, 6:4         |
| 11. | 1. März 2015     | Antalya   | ITF $10.000 | Sand  | Berfu Cengiz        | 4:6, 6:4, 6:0    |
| 12. | 6. Juni 2015     | Galați    | ITF $10.000 | Sand  | Irina Bara          | 6:3, 4:6, 6:3    |
| 13. | 22. August 2015  | Bukarest  | ITF $10.000 | Sand  | Cristina Ene        | 6:3, 4:6, 6:1    |

### Doppel
| Nr. | Datum             | Turnier               | Kategorie    | Belag     | Partnerin                 | Finalgegnerinnen                         | Ergebnis           |
| --- | ----------------- | --------------------- | ------------ | --------- | ------------------------- | ---------------------------------------- | ------------------ |
| 1.  | Juni 2005         | Bukarest              | ITF $10.000  | Sand      | Corina Corduneanu         | Alexandra Dulgheru Mihaela Moldovan      | 2:2 Aufgabe        |
| 2.  | August 2006       | Maribor               | ITF $10.000  | Sand      | Antonia Xenia Tout        | Dia Ewtimowa Maša Zec Peškirič           | kampflos           |
| 3.  | September 2007    | Hunedoara             | ITF $10.000  | Sand      | Antonia Xenia Tour        | Laura-Ioana Andrei Irina-Camelia Begu    | 3:6, 6:4, 6:4      |
| 4.  | Juni 2008         | Craiova               | ITF $10.000  | Sand      | Laura-Ioana Andrei        | Irina-Camelia Begu Alexandra Damaschin   | 6:3, 6:1           |
| 5.  | August 2008       | Arad                  | ITF $10.000  | Sand      | Laura-Ioana Andrei        | Elora Dabija Andreea Mitu                | 3:6, 6:2, [10:6]   |
| 6.  | Oktober 2008      | Sant Cugat del Vallès | ITF $10.000  | Sand      | Olga Brózda               | Melisa Cabrera Handt Lucia Sainz Pelegri | 6:74, 7:63, [10:7] |
| 7.  | August 2009       | Onești                | ITF $10.000  | Sand      | Alexandra Damaschin       | Camelia Hristea Veronica Popovici        | 6:2, 6:1           |
| 8.  | August 2009       | Arad                  | ITF $10.0000 | Sand      | Andreea Mitu              | Ionela-Andreea Iova Ioana Ivan           | 6:3, 7:5           |
| 9.  | Oktober 2009      | Thessaloniki          | ITF $10.000  | Sand      | Camelia Hristea           | Olga Brózda Justyna Jegiołka             | 5:7, 6:4, [11:9]   |
| 10. | März 2010         | Antalya               | ITF $10.000  | Sand      | Andreea Mitu              | Evelyn Mayr Julia Mayr                   | 6:73, 6:1, [11:9]  |
| 11. | Juli 2010         | Bukarest              | ITF $10.000  | Sand      | Andreea Mitu              | Dessislawa Mladenowa Dalia Zafirova      | 6:3, 6:1           |
| 12. | August 2010       | Wanfercée-Baulet      | ITF $10.000  | Sand      | Alizé Lim                 | Gally De Wael Fatima El Allami           | 6:0, 6:3           |
| 13. | Oktober 2010      | Ciampino              | ITF $10.000  | Sand      | Valentina Sulpizio        | Stefanie Chieppa Martina Geldacheva      | 6:4, 6:4           |
| 14. | Oktober 2010      | Dubronik              | ITF $10.000  | Sand      | Andreea Văideanu          | Olga Brózda Natalia Kolat                | 6:3, 6:2           |
| 15. | November 2010     | Mallorca              | ITF $10.000  | Sand      | Raluca Elena Platon       | Maria João Koehler Awgusta Zybyschewa    | 6:3, 7:63          |
| 16. | April 2011        | Pomezia               | ITF $10.000  | Sand      | Karin Knapp               | Conny Perrin Marina Schamaiko            | 7:63, 6:2          |
| 17. | Juli 2011         | Ystad                 | ITF $25.000  | Sand      | Alexandra Cadanțu         | Mervana Jugić-Salkić Emma Laine          | 6:4, 2:6, [10:5]   |
| 18. | Juli 2011         | Craiova               | ITF $25.000  | Sand      | Daniëlle Harmsen          | Elena Bogdan Mihaela Buzărnescu          | 4:6, 7:65, [10:6]  |
| 19. | Juli 2011         | Iași                  | ITF $10.000  | Sand      | Daniëlle Harmsen          | Ionela-Andreea Iova Andreea Văideanu     | 6:4, 6:1           |
| 20. | August 2011       | Arad                  | ITF $10.000  | Sand      | Andreea Văideanu          | Bianca Hincu Diana Marcu                 | 6:3, 6:74, [16:14] |
| 21. | September 2011    | Alphen aan den Rijn   | ITF $25.000  | Sand      | Daniëlle Harmsen          | Katarzyna Piter Barbara Sobaszkiewicz    | 6:2, 6:74, [11:9]  |
| 22. | Oktober 2011      | Antalya               | ITF $10.000  | Sand      | Daniëlle Harmsen          | Laura-Ioana Andrei Camelia Hristea       | 6:0, 6:3           |
| 23. | November 2011     | Antalya               | ITF $10.000  | Sand      | Daniëlle Harmsen          | Dalila Jakupović Sarah-Rebecca Sekulic   | 6:1, 6:3           |
| 24. | Dezember 2011     | Antalya               | ITF $10.000  | Sand      | Daniëlle Harmsen          | Elena-Teodora Cadar Ioana Loredana Roșca | 7:5, 6:2           |
| 25. | Februar 2012      | Antalya               | ITF $10.000  | Sand      | Daniëlle Harmsen          | Ilona Kremen Emi Mutaguchi               | 6:0, 1:6, [10:6]   |
| 26. | Februar 2012      | Antalya               | ITF $10.000  | Sand      | Daniëlle Harmsen          | Seda Arantekin Hülya Esen                | 7:65, 6:1          |
| 27. | März 2012         | Antalya               | ITF $10.000  | Sand      | Cristina Dinu             | Angelina Gabujewa Margarita Lasarewa     | 6:0, 5:7, [10:3]   |
| 28. | August 2012       | Rebecq                | ITF $25.000  | Sand      | Daniëlle Harmsen          | Lesley Kerkhove Marina Melnikowa         | 6:4, 6:2           |
| 29. | August 2012       | Koksijde              | ITF $25.000  | Sand      | Daniëlle Harmsen          | Myrtille Georges Céline Ghesquière       | 3:6, 6:3, [10:5]   |
| 30. | September 2012    | Alphen aan den Rijn   | ITF $25.000  | Sand      | Daniëlle Harmsen          | Corinna Dentoni Justine Ozga             | 6:2, 6:=           |
| 31. | November 2012     | Antalya               | ITF $10.000  | Sand      | Daniëlle Harmsen          | Hülya Esen Lütfiye Esen                  | 4:6, 6:1, [10:3]   |
| 32. | 13. April 2013    | Antalya               | ITF $10.000  | Hartplatz | Irina Bara                | Beatriz Haddad Maia Bárbara Luz          | 7:5, 6:1           |
| 33. | 12. Juli 2013     | Iași                  | ITF $10.000  | Sand      | Irina Bara                | Anita Husarić Kateryna Sliusar           | 6:2, 6:1           |
| 34. | 9. August 2013    | Arad                  | ITF $10.000  | Sand      | Irina Bara                | Cristina Adamescu Ana Bianca Mihăilă     | 6:4, 6:3           |
| 35. | November 2013     | Antalya               | ITF $10.000  | Sand      | Raluca Elena Platon       | Ekaterine Gorgodse Pia König             | 3:6, 6:3, [10:5]   |
| 36. | 9. November 2013  | Antalya               | ITF $10.000  | Sand      | Raluca Elena Platon       | Lina Gjorcheska Martina Kubičíková       | 7:5, 6:1           |
| 37. | 14. Dezember 2013 | Antalya               | ITF $10.000  | Sand      | Raluca Elena Platon       | Michika Ozeki Hikari Yamamoto            | 7:5, 6:1           |
| 38. | 5. April 2014     | Pula                  | ITF $10.000  | Sand      | Alice Balducci            | Tatiana Búa Inés Ferrer Suárez           | 3:6, 6:1, [10:1]   |
| 39. | 3. Mai 2014       | Pula                  | ITF $10.000  | Sand      | Claudia Giovine           | Martina Caregaro Anna Floris             | 6:2, 6:4           |
| 40. | 3. August 2014    | Bad Saulgau           | ITF $25.000  | Sand      | Arabela Fernández Rabener | Rebecca Peterson Hilda Melander          | 7:5, 6:3           |
| 41. | 8. August 2014    | Arad                  | ITF $10.000  | Sand      | Irina Bara                | Lina Gjorcheska Camelia Hristea          | 4:6, 7:5, [10:6]   |
| 42. | 3. Oktober 2014   | Albena                | ITF $10.000  | Sand      | Raluca Elena Platon       | Helen Ploskina Anastasia Vodovenco       | 6:2, 6:2           |
| 43. | 24. Oktober 2014  | Pula                  | ITF $10.000  | Sand      | Raluca Elena Platon       | Inger van Dijkman Janneke Wikkerink      | 6:2, 7:5           |
| 44. | 14. Dezember 2014 | Antalya               | ITF $10.000  | Sand      | Irina Bara                | Magdalena Stoilkovska Elke Tiel          | 6:2, 6:4           |
| 45. | 11. April 2015    | Chiasso               | ITF $25.000  | Sand      | Réka Luca Jani            | Giulia Gatto-Monticone Alice Matteucci   | 6:2, 7:5           |
| 46. | 9. August 2015    | Bad Saulgau           | ITF $25.000  | Sand      | Cristina Dinu             | Despina Papamichail Maria Sakkari        | 2:6, 6:3, [10:8]   |
| 47. | 22. August 2015   | Bukarest              | ITF $10.000  | Sand      | Cristina Dinu             | Elena Ruse Oana Georgeta Simion          | 6:0, 6:2           |
| 48. | 22. Oktober 2016  | Antalya               | ITF $10.000  | Sand      | Ágnes Bukta               | Uljana Aisatulina Anastassija Poplawska  | 6:4, 6:1           |
| 49. | 12. November 2016 | Hammamet              | ITF $10.000  | Sand      | Ilona Georgiana Ghioroaie | Carolina Meligeni Alves Noelia Zeballos  | 3:6, 6:1, [10:8]   |

## Persönliches
Im Juni 2012 heiratete sie den Fußballer Ionuț Buzean. Seit September 2016 spielte sie wieder unter ihrem Mädchennamen.